# Arctogeophilus shelfordi
Arctogeophilus shelfordi är en mångfotingart som först beskrevs av Chamberlin 1946.  Arctogeophilus shelfordi ingår i släktet Arctogeophilus och familjen storjordkrypare. Inga underarter finns listade i Catalogue of Life.